# Alucita dohertyi
Alucita dohertyi är en fjärilsart som beskrevs av Walsingham 1909. Alucita dohertyi ingår i släktet Alucita och familjen mångfliksmott, (Alucitidae). Inga underarter finns listade i Catalogue of Life.